# Héctor Numa Moraes
Héctor Numa Moraes Rosa (Curtina, Tacuarembó, 28 de abril de 1950) es un docente, cantautor y guitarrista uruguayo de música popular. 

## Biografía
Desde temprana edad, Numa Moraes mostró una fuerte inclinación por la música. A los ocho años comenzó a estudiar bandoneón y teoría musical en el Conservatorio Municipal. Su infancia transcurrió en distintos puntos del interior uruguayo debido al trabajo de su padre, quien era comisario y fue destinado a San Gregorio de Polanco. Durante esa etapa, al no contar con profesores de música en la localidad, Moraes centró su atención en el dibujo y el canto.
En 1961 regresó a Tacuarembó, donde retomó formalmente su formación musical, esta vez orientado a la guitarra clásica, bajo la tutela del maestro Domingo Albarenga.
Su carrera artística comenzó en 1966, actuando como cantor en kermeses, tablados, clubes y escuelas de Tacuarembó y localidades aledañas. Ese mismo año conoció al profesor, poeta y ensayista Washington Benavides, quien sería una influencia central en su trayectoria. Junto a él comenzó un proceso de colaboración artística que daría sus primeros frutos en el álbum debut Del amor, del pago, del hombre / La alarma (1968), en el que musicalizó textos de poetas como Gustavo Adolfo Bécquer y Manuel Acuña, además de piezas del acervo folklórico norteño.
En 1969 se radicó en Montevideo y profundizó su formación con el reconocido músico Daniel Viglietti. En 1970 lanzó el álbum Canto pero también puedo, en el que musicalizó poemas de escritores tacuaremboenses como Washington Benavides, Walter Ortiz y Ayala, Circe Maia y Olyntho María Simões. Su siguiente trabajo, La patria, compañero, también de alto impacto, amplió su repertorio con textos de poetas uruguayos y latinoamericanos, consolidando su voz como referente del canto popular comprometido.
En 1972, como consecuencia del contexto político y la censura impuesta por la dictadura cívico-militar, su música fue prohibida, lo que lo obligó a exiliarse. Primero se trasladó a Buenos Aires, y luego pasó por Chile, Cuba, Suecia, Francia y finalmente Holanda, donde residió hasta 1984. Su llegada a Europa fue facilitada por el compositor germano-holandés Konrad Boehmer, quien había adquirido los derechos de La patria, compañero y lo editó en los Países Bajos. En ese país, Moraes estudió guitarra en el Conservatorio Real de La Haya con el maestro Antonio Pereira Arias, y fue docente allí entre 1983 y 1984.
Al retornar a Uruguay en 1984, retomó su labor artística y comenzó una intensa actividad de difusión del repertorio musical nacional a través de la radio. Ese mismo año se integró al programa La canción nuestra, y más tarde conduciría En la Tarde del Sur en Emisora del Sur, consolidando también una faceta como comunicador y curador musical.
A lo largo de su carrera, Moraes se ha destacado por su interpretación y musicalización de obras poéticas, tanto uruguayas como internacionales, siendo uno de los pocos exponentes del canto popular que no ha producido textos propios. Su colaboración con la obra de Washington Benavides ha sido especialmente reconocida, por la sensibilidad con que ha sabido expresar su poética, que, en palabras de la crítica, «celebra nuestra flora y fauna, a la vez que recorre alegrías y dolores humanos».
El 25 de marzo de 2008, el Intendente de Montevideo, Ricardo Ehrlich, lo declaró Ciudadano Ilustre de la ciudad, en reconocimiento a su «excepcional trayectoria artística» y su contribución al acervo cultural nacional.

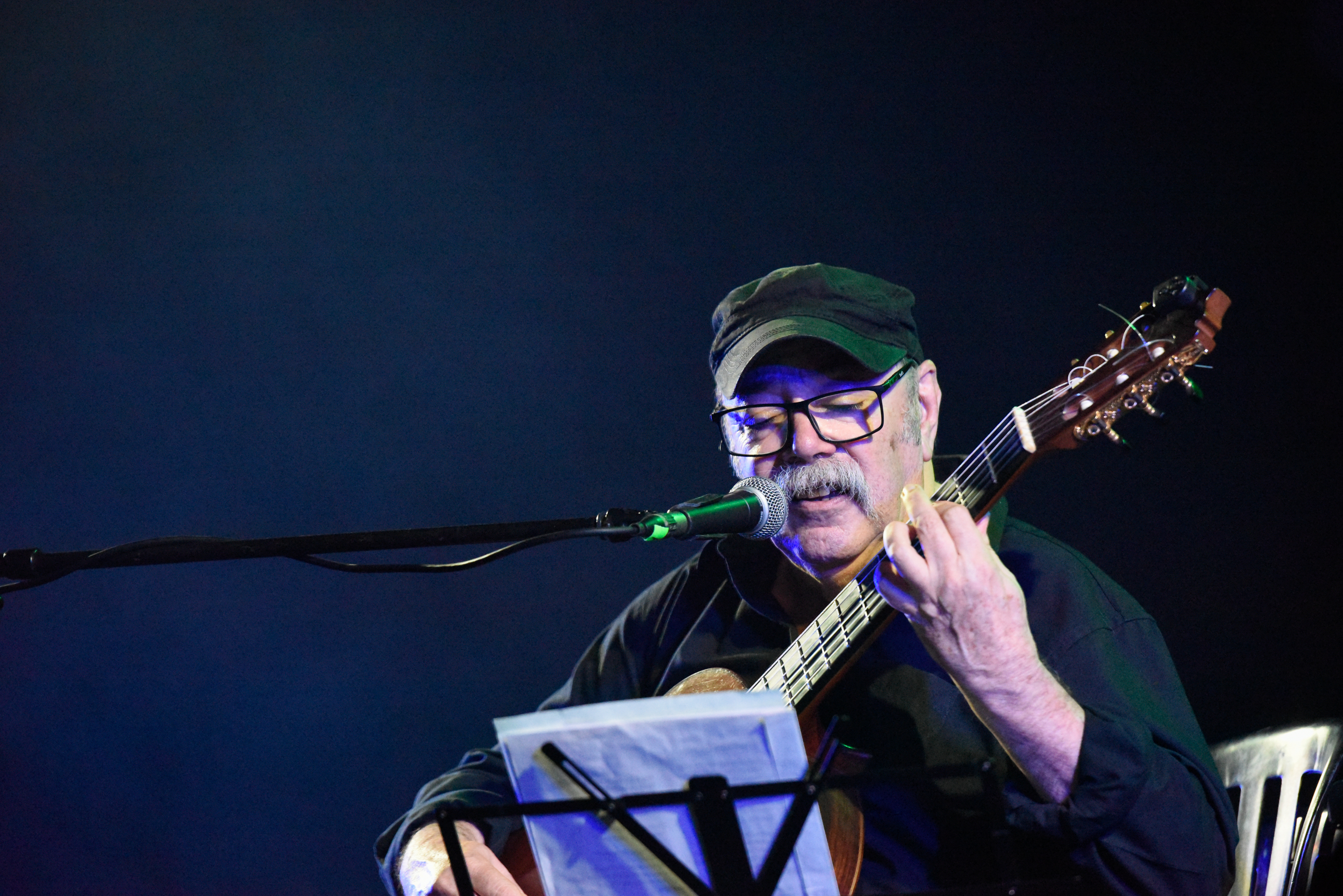
Numa Moraes en la Semana Criolla del Prado, 2023

En 2011, junto al maestro Alfredo Escande, publicó el libro Numa Moraes, de Curtina a La Haya, donde repasa anécdotas personales y momentos clave de su trayectoria, en paralelo con la evolución de la música popular uruguaya y sus principales exponentes.

## Discografía

### Long Plays
- Del amor, del pago, del hombre/La alarma (presentado por Washington Benavides. América Hoy LOF 009. 1969)
- Canto pero también puedo (presentado por Daniel Viglietti. Orfeo ULP 90540. 1970)
- La patria, compañero   (Presentado por Daniel Vidart. Orfeo ULP 90554. 1971)
- Nuestra América (1972)
- Yo sé que los ríos crecen (Holanda. Siegro-6810 942. 1975)
- Furia (presentado por Mario Benedetti. Holanda. LP Voxpop-4026. 1979)
- No volverá el pasado (Holanda. KKLA-011. 1982)
- Aire (Holanda. KKLA. 1983)
- Los niños son los que saben (Orfeo SULP 90568. Grabado en 1972, se editó recién en 1985.)
- Numa (Orfeo SULP 90789. Grabado en 1972, se editó recién en 1985.)
- Cheiro da querencia (BV Haast-6812 437. 1986)
- El muchacho propone (Orfeo. 1987)
- Norte (Ayuí / Tacuabé a/e73. 1988)
- Sobre pájaros y almas (junto a Alfredo Zitarrosa. Orfeo 91031-1. 1989)
- La vida cotidiana (Edición uruguaya de "Furia" al que se le agregó el tema "Milonga" en sustitución de "Por qué cantamos". Canto Libre CL 634. 1989)
- De punta y hacha (junto a Abayubá Rodíguez. Orfeo 91139-4. 1991)
- Macandal (Orfeo. 1996/97)
- Memorias del pago (Obligado Records. 1997)
- Memorias del pago II y otras yerbas (Obligado Records. 1999)
- Numa canta Osiris  (Ayuí / Tacuabé ae247cd. 2001)
- Navidad, desde el cielo de mi tierra (junto a Vera Sienra. Montevideo Music Group. 2003)
- El corazón reclama (Independiente. 2004)
- Por el gusto de cantar (junto a Erika Büsch. Montevideo Music Group 3394-2. 2005)
- Desde la Piedra Mora (Ayuí / Tacuabé ae308cd. 2006)
- Almacén de ultramarinos (Ayuí / Tacuabé ae329cd. 2008)

### EP
- Entre bailes y duelos (América Hoy EGL 504. 1969)

### Simples
- Pepe Corvina / Cielito del 26 (Orfeo 90050. 1971)

### Reediciones y recopilaciones
- Antología (Orfeo. 1991/92)
- Norte (Ayuí / Tacuabé ae228cd. 2003)
- Antología (Obligado Records. 2003)
- Antología 1968 - 1973  (Ayuí / Tacuabé ae360-361cd. 2010)

### Colectivos
- Hart voor Chili (Vrije Muziek. 1977)